# Matelles
Matelles – miejscowość i gmina we Francji, w regionie Oksytania, w departamencie Hérault.
Według danych na rok 1990 gminę zamieszkiwało 1150 osób, a gęstość zaludnienia wynosiła 68 osób/km² (wśród 1545 gmin Langwedocji-Roussillon Matelles plasuje się na 304. miejscu pod względem liczby ludności, natomiast pod względem powierzchni na miejscu 470.).